# Бараруд
Бараруд (перс. برارود) — село в Ірані, у дегестані Дольфак, у бахші Хурґам, шагрестані Рудбар остану Ґілян. За даними перепису 2006 року, його населення становило 182 особи, що проживали у складі 64 сімей.

## Клімат
Середня річна температура становить 11,28 °C, середня максимальна – 26,28 °C, а середня мінімальна – -4,81 °C. Середня річна кількість опадів – 429 мм.
| Клімат поселення                              | Клімат поселення | Клімат поселення | Клімат поселення | Клімат поселення | Клімат поселення | Клімат поселення | Клімат поселення | Клімат поселення | Клімат поселення | Клімат поселення | Клімат поселення | Клімат поселення | Клімат поселення |
| Показник                                      | Січ.             | Лют.             | Бер.             | Квіт.            | Трав.            | Черв.            | Лип.             | Серп.            | Вер.             | Жовт.            | Лист.            | Груд.            |                  |
| Середній максимум, °C                         | 6,40             | 6,83             | 9,33             | 15,04            | 19,92            | 24,62            | 26,28            | 26,08            | 22,11            | 18,98            | 12,56            | 7,68             |                  |
| Середня температура, °C                       | 0,80             | 1,24             | 3,74             | 9,42             | 14,29            | 19,02            | 21,81            | 21,60            | 17,62            | 14,48            | 8,08             | 3,20             |                  |
| Середній мінімум, °C                          | −4,81            | −4,36            | −1,86            | 3,83             | 8,71             | 13,41            | 17,33            | 17,12            | 13,15            | 10,02            | 3,60             | −1,28            |                  |
| Норма опадів, мм                              | 37               | 37               | 64               | 56               | 33               | 13               | 13               | 13               | 20               | 39               | 48               | 56               |                  |
| Середньомісячна швидкість вітру, м/с          | 2.03             | 2.57             | 2.77             | 2.77             | 2.36             | 2.26             | 2.26             | 2.08             | 1.92             | 1.80             | 2.06             | 2.06             |                  |
| Середньомісячна сонячна радіація, кДж/м²·день | 7624             | 10017            | 12385            | 16494            | 20424            | 22999            | 23127            | 20029            | 16906            | 12238            | 9269             | 7359             |                  |
| --------------------------------------------- | ---------------- | ---------------- | ---------------- | ---------------- | ---------------- | ---------------- | ---------------- | ---------------- | ---------------- | ---------------- | ---------------- | ---------------- | ---------------- |
| Джерело:                                      |                  |                  |                  |                  |                  |                  |                  |                  |                  |                  |                  |                  |                  |